# IC 655
IC 655 ist eine Spiralgalaxie vom Hubble-Typ Sb mit aktivem Galaxienkern im Sternbild Löwe auf der Ekliptik. Sie ist schätzungsweise 544 Millionen Lichtjahre von der Milchstraße entfernt und hat einen Durchmesser von etwa 140.000 Lichtjahren.
Im selben Himmelsareal befindet sich u. a. die Galaxie IC 653.
Das Objekt wurde am 22. April 1892 vom französischen Astronomen Stéphane Javelle entdeckt.